# 狗不理包子

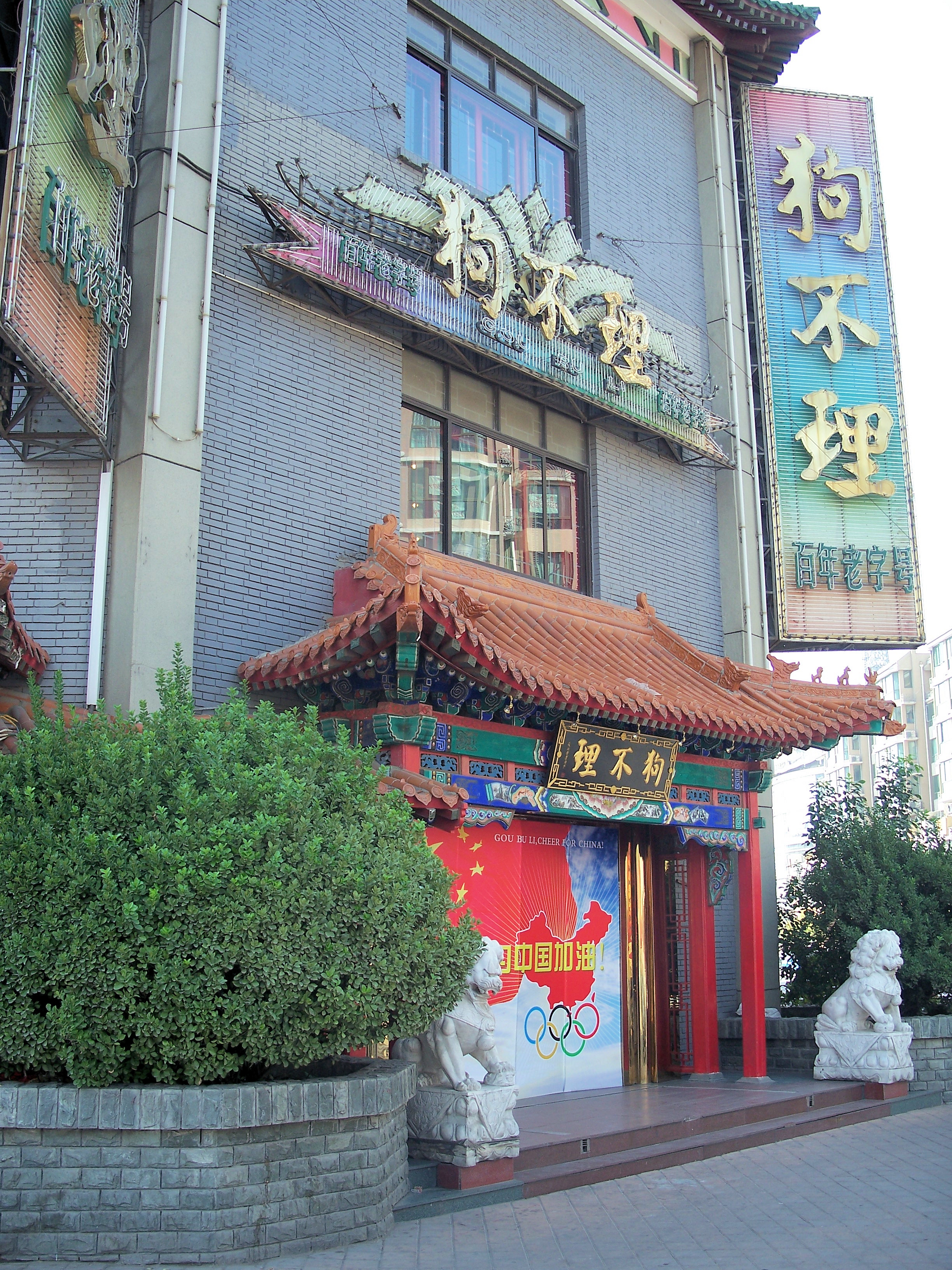
狗不理包子

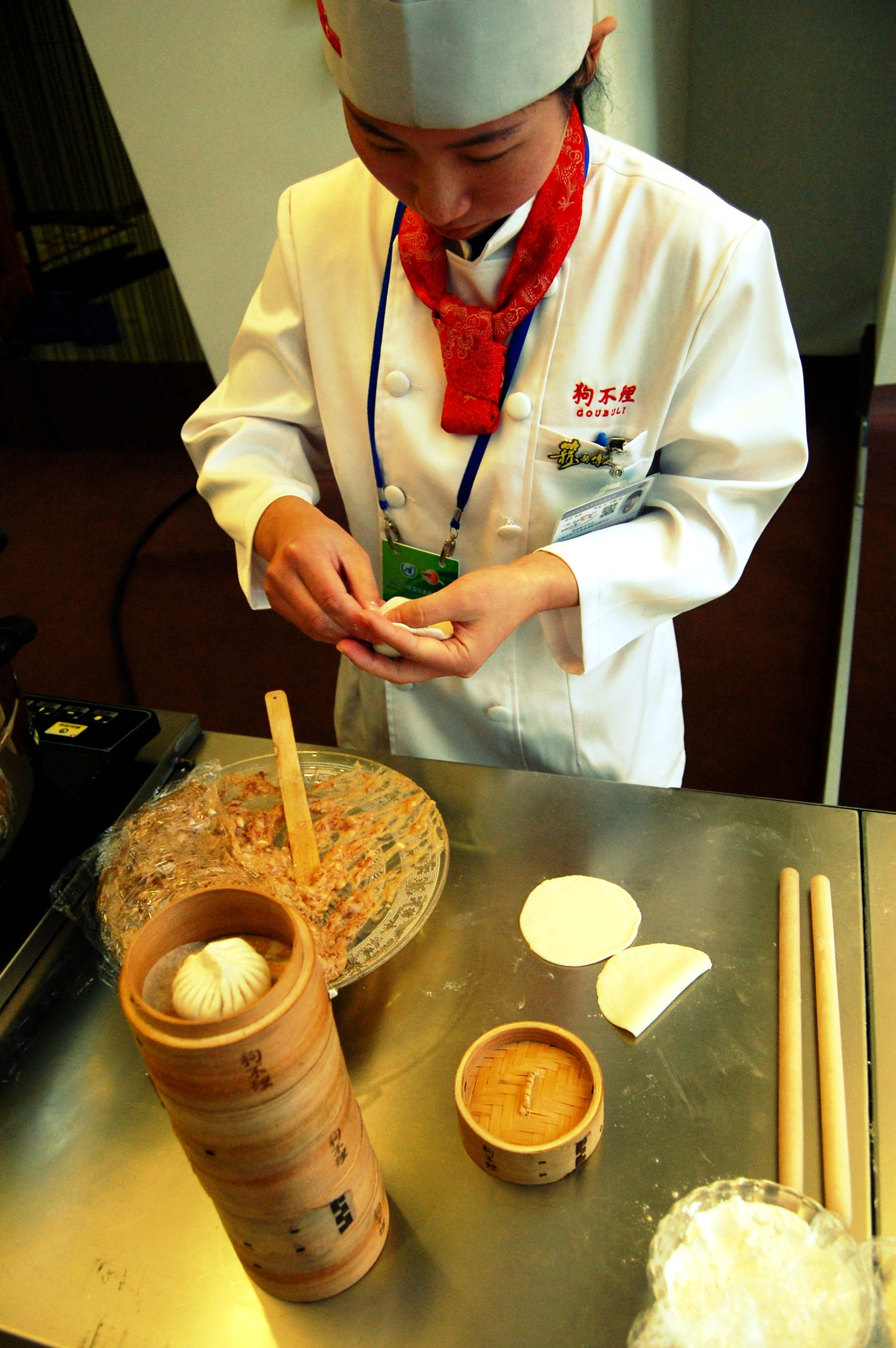
狗不理包子

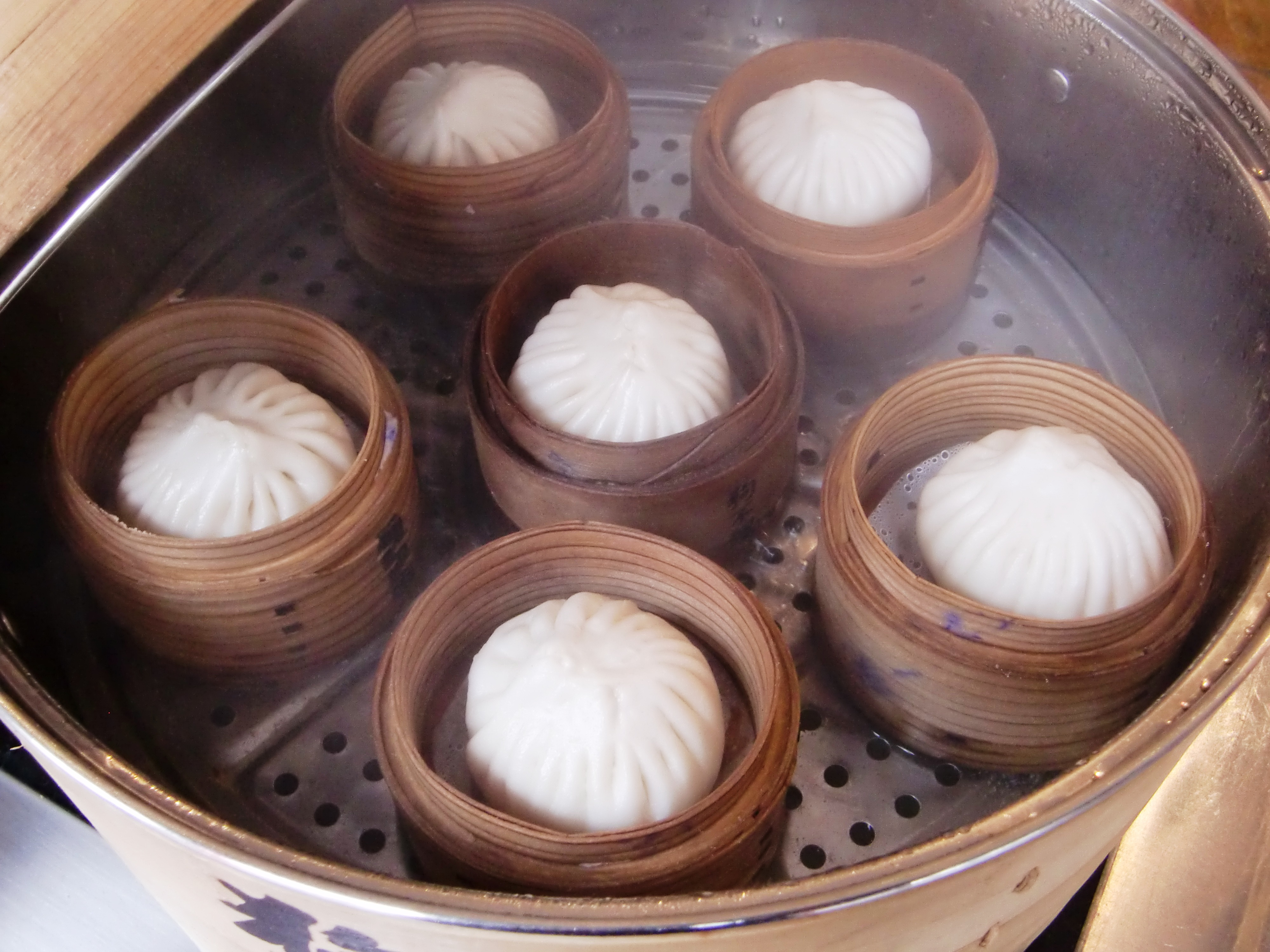
狗不理包子

狗不理包子（コウプリパオズ、拼音: gǒubùlǐ bāozi）は、中国の天津市和平区にある、中国を代表する包子専門の老舗（中華老字号）である。

## 概要
1858年に創立された、中国で最も歴史の古いブランドのひとつである。
「狗不理」とは「犬もかまわない」という意味。食品を扱う店名としては「犬も食わない」という意味に解釈される。この変わった名前の由来に関してはいくつかの説があるが、最も一般的なものは、幼少時に不運から守るため「狗子」と呼ばれていた創設者の高貴友が、包子作り・売りに精を出し、それ以外の事に一切構わなかった（不理）ことに由来するという説である。
ある役人が天津から持ち帰った狗不理包子を西太后が食べ、美味であると賞めたために、名声が一気に広まったとされる。
狗不理ブランドは天津狗不理集団有限公司が所有していたが、2005年に中国の製薬会社同仁堂に売却された。
天津の狗不理集団は2006年7月21日明らかにしたところによると、日本で12年前に「狗不理」の商標を登録していたダイエーは、すでに同商標を自ら放棄しており、狗不理側は日本で同商標の新規登録手続きを完了している。